# Corrupção no Zimbabwe
A corrupção no Zimbábue tornou-se endêmica em seus setores político, privado e civil. O Zimbábue ocupa o 154º lugar entre 176 países no Índice de Percepção da Corrupção Internacional de 2016, classificando-o ao lado do Turcomenistão. Numa escala de 0 (altamente corrupto) a 10 (muito limpo), o Índice de Percepção de Corrupção marcou o Zimbabwe 2.2. Isso marca um aumento na corrupção desde 1999, quando o país ficou em 4.1.

## Corrupção no setor público
As conclusões de uma pesquisa de 2000 encomendada pela Transparency International Zimbabwe constataram que os cidadãos do Zimbábue consideravam o setor público o setor mais corrupto do país. Nesta pesquisa, os entrevistados preferiram que a polícia fosse a mais corrupta, seguida por partidos políticos, parlamento / legislatura, funcionários públicos / funcionários públicos e o judiciário. Em 2008, um diretor da Transparency International anunciou que o Zimbábue perde US $ 5 milhões por corrupção todos os dias.

## Comércio de diamantes
Em 2011, o ministro das Finanças, Tendai Biti, afirmou que pelo menos US $ 1 bilhão em receitas relativas a diamantes, devidas ao Tesouro Nacional, não foram contabilizadas. Biti culpou a corrupção, a apropriação indébita e a falta de transparência para a subcotação sistemática dos diamantes e a falha em recuperar as perdas. Em um pronunciamento ao parlamento, Biti disse que "é preocupante que não haja nenhuma conexão entre as exportações de diamantes feitas pelo Zimbábue e as receitas realizadas por elas".
O presidente Robert Mugabe e seu politburo também foram criticados por fazer benefícios pessoais, atribuindo concessões lucrativas nos campos de diamantes de Marange às empresas chinesas e às forças armadas do Zimbábue. O exército zimbabuense, que supervisiona os campos de Marange, foi acusado de abusos sistemáticos dos direitos humanos e contrabando de diamantes para Moçambique.

## Loteria ZimBank
Em janeiro de 2000, Fallot Chawaua, o mestre de cerimônias de uma loteria promocional organizada pela Zimbabwe Banking Corporation, anunciou que Robert Mugabe ganhou o primeiro prêmio, de $100.000.
 A loteria foi aberta a todos os clientes que mantiveram Z$5.000 ou mais em suas contas no ZimBank.

## Contas de Indigenização
Em março de 2008, o presidente Mugabe aprovou formalmente a Lei de Indigenização e Capacitação Econômica, que deu ao governo o direito de assumir uma participação controladora de 51% em empresas estrangeiras e brancas. Há grandes preocupações de que os beneficiários deste projeto de lei sejam membros da elite dominante do Zimbábue, particularmente após a imposição da Lei de Aquisição de Terras de 1992 e da Fase 2 do Programa de Reforma e Reforma Agrária de 1998, que levaram à apropriação indébita de terras agrícolas comerciais e invasões de terras violentas.

## Esforços anticorrupção
Os esforços de combate à corrupção no Zimbábue são regidos pela seguinte legislação:
- A Lei de Prevenção da Corrupção (1983);
- Lei de Serviço Público (1995);
- A Lei de Emenda do Ouvidor (1997);
- Projeto de Lei da Comissão de Combate à Corrupção (2004);
- Lei de Direito Penal (Codificação e Reforma) (2004);
- Lei de Promoção e Supressão da Lei do Branqueamento de Capitais (2004);
- Lei de Procedimento Penal e Emenda de Evidências (2004); e
- Lei de Direito Penal (Codificação e Reforma) de 2006

A Comissão de Combate à Corrupção do Zimbábue (ACC) foi estabelecida após a aprovação do Projeto de Lei da Comissão Anticorrupção em junho de 2004. A Comissão é signatária do Protocolo da Comunidade para o Desenvolvimento da África Austral (SADC), bem como da União Africana (UA) e da Convenção das Nações Unidas sobre Combate à Corrupção. No entanto, de acordo com um relatório de 2009 da Global Integrity, a Comissão é altamente ineficiente e “tem muito pouca autoridade para tomar medidas destinadas a impedir a corrupção no Zimbabwe”. Dos 147 casos de corrupção analisados pela Comissão em 2006, apenas quatro foram concluídos. O ACC é atualmente presidido por Denfor Chirindo, que foi nomeado em 1 de setembro de 2011.

## Lista de escândalos de corrupção no Zimbabwe
Aqui está uma lista de escândalos de corrupção relatados no Zimbabwe desde 1980:
- 1987 - Escândalo do Alto Forno de Aço Zisco
- 1987 - Air Zimbabwe Fokker Plane Scandal - $100 milhões
- 1986 - Escândalo da Habitação das Ferrovias Nacionais
- 1988 - Escândalo Willowgate
- 1989 - Escândalo ZRP Santana
- 1994 - Escândalo de Compensação por Vítimas de Guerra
- 1995 - Escândalo de Grãos GMB
- 1996 - Escândalo da Habitação VIP
- 1998 - Escândalo Bancário Boka
- 1998 - Escândalo ZESA YTL Soltran
- 1998 - Escândalo Telecel
- 1998 - Prefeitura de Harare Recusa Tender Escândalo
- 1999 - Escândalo do Empréstimo à Habitação
- 1999 - Escândalo Noczim
- 1999 - Escândalos relatados na extração de madeira e diamante da RDC UN
- 1999 - Escândalo do GMB
- 1999 - Ministério da água e desenvolvimento rural
- 1999 - Escândalo Grab Land VIP
- 2001 - Escândalo do aeroporto de Harare
- 2008-2014 - escândalo da estrada do aeroporto
- 2016 - Escândalo do Zimdef Funds, Jonathan Moyo
- 2018 - Escândalo Zesa, envolvendo o abuso criminal de Samuel Undenge do escritório[15]